# 郭扎派
郭扎派（藏語：ཀོ་བྲག་པ，威利转写：ko brag pa）是藏传佛教的派别之一，由郭扎巴·索南坚赞创始。

## 简介
郭扎派是由郭扎巴·索南坚赞（1182年－1261年）创始的藏传佛教派别。郭扎巴·索南坚赞是与萨班同时代者，曾经向进入西藏的班钦·释迦师利跋陀罗学习显密教法，还曾向不少知名高僧学习佛法。29岁受比丘戒，后来赴冈底斯山修法5年，在江孜年楚河上游的郭扎地方兴建了郭扎寺。又和从尼泊尔请来的毗普底旃陀罗在定日互相学习。
索南坚赞精通显密二教，是知名的大瑜伽师，以传授密宗大手印法以及除障法而著称。索南坚赞开创的派别因兴建郭扎寺而得名。索南坚赞的弟子很多，但其弟子都未能将其学说发扬光大。索南坚赞圆寂后，因其弟子中没有大成就者继承法统，郭扎派遂衰落。
郭扎巴·索南坚赞的教法在其他藏传佛教教派中均有一些，但哪派也无法包括他的全部学说，所以称其开创的学派为郭扎派。但是因为郭扎派存在时间很短便迅速消失，所以也有学者认为郭扎派不能算作一个独立教派。